# 小島日女子
小島 日女子（こじま ひなこ、1932年11月 - ）は、1952年（昭和27年）のミス・ジャパンであり、同年に行われた第一回ミス・ユニバース世界大会（ミス・ユニバース1952）に日本代表として出場した。

## 経歴
1932年11月、貿易商の父親のもと大阪府に生まれる。 豊中市立高等女学校、大阪キリスト教女子青年学院英語高等科（現・大阪YWCA専門学校）卒業。
第一回ミス・ユニバース日本大会は1952年、産業経済新聞社の主催により日活国際会館6階4号室に全国10地区の代表を集めて行われ、近畿代表の小島が選ばれた。世界大会は同年6月、アメリカ合衆国カリフォルニア州のロングビーチでミスUSA大会と合同で行われ、アメリカ各州からの42人の参加者とそれ以外の29ヶ国（これには当時アメリカの準州であったアラスカとハワイを含む）からの代表者が競演した。そこに敗戦後の占領状態から同年4月に独立を回復したばかりだった日本の代表として出場した小島は、非公式の特別賞「ミス・エレガンスMiss Elegance」を受賞している。当時身長167.6センチ、体重56.2キロ、スリーサイズ91-66-91。翌年の日本代表・伊東絹子はウエストの細さ、ヒップの大きさで小島を上回ったが、小島のバストは7年後の児島明子、身長は8年後の古野弥生に抜かれるまで歴代最大を保った。小島はその後カリフォルニア州オークランドのミルズ・カレッジに入学、さらにニューヨーク大学で家政学を学んだ。
1955年（昭和30年）9月21日、アメリカの富豪で綿花貿易商のベンジャミン・アドラー（当時66歳）と結婚し、1959年時点でニューヨークに住んでいたが、その後離婚し、国務省の役人と再婚したという。